# Union Piemontèisa
L'Union Piemontèisa è stato un movimento politico autonomista piemontese fondato dallo storico Roberto Gremmo nel 1981.

## Storia
Alle elezioni politiche del 1983 il movimento stipulò un accordo con la Lista per Trieste, che era già presente in Parlamento, all'interno della quale presentò i propri candidati tra i quali, capolista in Piemonte, Roberto Gremmo. Nessun seggio però fu conquistato.
Alle elezioni politiche del 1987 il movimento si alleò con la Lega Lombarda di Umberto Bossi con lo scopo di creare un fronte comune autonomista del Nord Italia. L'Union Piemontèisa si presentò in Piemonte con la lista denominata Piemont ma dovette fare i conti con una lista concorrente denominata Piemont Autonomista creata dalla scissione di un gruppo guidato da Gipo Farassino. L'Union Piemontèisa raccolse 62.000 voti alla Camera (pari allo 0,16% nazionale) contro i 72.000 (pari allo 0,19%) della lista concorrente. Pertanto Gremmo non riuscì ad essere eletto al Parlamento e accusò gli scissionisti della disfatta.
Successivamente la Lega Lombarda si federò anche col movimento di Gipo Farassino: all'interno della lista Lega Lombarda - Alleanza Nord in occasione delle elezioni europee del 1989 vennero candidati esponenti di Piemont Autonomista. Gremmo rifiutò di riunificarsi con il gruppo di Farassino per via della matrice indipendentista di quest'ultimo, giudicata "antistorica". Questa scelta portò ad un'improvvisa rottura con Umberto Bossi, in seguito alla quale, Gremmo si rifiutò di partecipare al processo federativo che nel 1991 avrebbe portato alla nascita della Lega Nord. Di conseguenza, Gremmo si ripresentò in modo autonomo alle elezioni regionali del Piemonte del 1990 con la lista dell'Union Piemontèisa, riuscendo ad ottenere un seggio e proponendosi come alternativa alla Lega Nord, cosa che storicamente non si verificò.
Successivamente l'Union Piemontèisa non si ripresentò ad alcuna consultazione elettorale. L'ex leader Gremmo si candidò in altre liste locali, senza successo.

## Risultati elettorali
| Elezione       | Elezione | Voti   | %     | Seggi   |
| -------------- | -------- | ------ | ----- | ------- |
| Politiche 1983 | Camera   | 92.101 |       | 0 / 630 |
| Politiche 1983 | Senato   | 85.542 |       | 0 / 315 |
| Politiche 1987 | Camera   | 61.701 | 0,16% | 0 / 630 |
| Politiche 1987 | Senato   | 51.340 | 0,16% | 0 / 315 |